# 美人魚 (2016年電影)
《美人鱼》（英語：The Mermaid）是2016年上映的中国电影，由周星驰擔任总制片、监制、编剧并执导，谷軒昭任動作設計。於2014年7月開拍，年底殺青。本片於2016年2月8日（大年初一）上映。2016年2月19日，在上映的第12天，在中国大陆的票房超过了24.8亿人民币，成为中国大陆有史以来票房最高的电影，而总票房超過33億人民币，是中国票房首部过30亿人民币的电影，中国大陆2016年度电影票房冠军。而在2016年3月，以全球5.53亿美元票房成為世界史上最高票房的非美國好莱坞電影。《美人鱼》票房直至2017年8月份被《战狼2》超越。共取得36.5亿票房，目前在中国电影票房排行榜上位列第17位。

## 劇情大綱
大富豪劉軒（鄧超 飾）的地產計畫涉及填海工程，威脅靠海為生的居民。單純善良的珊珊（林允 飾）背負美人魚家族秘密並被派遣前往復仇。二人在交手過程中互生情愫，劉軒最終因愛上珊珊而停止填海工作，但他的合夥人及情人若蘭（張雨綺 飾）嫉妒劉軒與珊珊相愛，誓要滅殺人鱼族。而劉軒為救珊珊及人魚族，不惜與若蘭為敵。

## 演員陣容

### 主要角色
| 演員   | 角色     | 介紹 | 粤语配音 |
| 鄧超   | 劉軒     | 白手起家富豪，一擲千金，投放聲納趕走海豚並獲填海許可證，進而標下青羅灣土地，計畫填海炒房地產，無意間愛上人魚珊珊，但因受珊珊的單純與善良所感動，進而改邪歸正，停止破壞海洋生態 | 譚俊彥   |
| 林允   | 珊珊     | 負責暗殺劉軒的美人魚，色誘過程中愛上劉軒 | 謝依晴   |
| 羅志祥 | 八哥     | 八爪人魚，人魚族領導者，策劃暗殺劉軒以拯救人魚族，暗戀珊珊 | 火火     |
| 張雨綺 | 李若蘭   | 劉軒之生意拍檔及前情人，為大反派，出賣劉軒，投資研究捕殺美人魚謀利，最後被捕                                                                                                   | 董菁蓓   |
| 盧正雨 | 廖先生   | 劉軒的助理 | 強尼     |
| 范淑珍 | 人魚師太 | 人魚族族長，擁有一條驚人的大魚尾 | 彭美嫦   |

### 客串
| 演員     | 角色       | 介紹 | 粤语配音 |
| 林子聰   | 修理工     | 維修櫃門，看到八哥的觸手以為是八哥自己抓到八爪魚，徒手拿八哥的觸手起來生啃，名言:對不起，我從來沒見過這麼大的八爪魚，有點興奮。                                                 |          |
| 吳亦凡   | 龙剑飞     | 故事尾段第一位獎學金獲得者訪問劉軒 | 吳亦凡   |
| 松冈李那 | 日本助理   | |          |
| 孔連順   | 游客乙     | |          |
| 張美娥   | 人鱼族     | 經常在八哥講解對付人類計畫時惡搞，但是無心的，一次誤射毒針，一次開啟電風扇。 |          |
| 徐克     | 四爷       | 股東之一，李若蘭的父親 | 李忠強   |
| 鄭冀峰   | 鄭總       | 個性直率的土豪，喜嘲弄劉軒，買下噴射背包公司，此物也是片尾扭轉結局的關鍵 |          |
| 杨能     | 博物館馆长 | 浴缸扮美人魚 |          |
| 文章     | 警察甲     | 劉軒報案時受理的警察之一，對劉軒陳述的美人魚事件感到十分荒謬且可笑而大笑不止。                                                                                                  | 郭湛深   |
| 李尚正   | 警察乙     | 劉軒報案時受理的警察之一，負責畫出劉軒描述的人魚形象(但每次都畫錯)，對美人魚事件感到十分荒謬且可笑而大笑不止，名言:先生，我們受過專業訓練，無論多好笑也絕對不會笑，除非忍不住。 |          |
| 田啟文   | 遊客       | 心臟病發 |          |
| 白客     | 游客       | |          |
| 錢國偉   | 路人甲     | |          |
| 徐軫軫   | 研究人員   | |          |

## 製作
《美人鱼》是繼《少林足球》之後周星馳第二次在廣東拍攝的電影，大部分外景均於深圳取景，亦有在廣州南沙区拍攝。
本片投資6000萬美元，勉強達到2009年時好萊塢給周星馳導演的預算水平（如果周星馳不辭導青蜂俠的話，那麼好萊塢給周星馳導演的預算則是1.25億美元）。預算主要用在周星馳的酬勞和水下全3D實景拍攝器材。不過，周星馳一直不喜歡將影片投資作為賣點來宣傳。有傳聞美國哥倫比亞公司亦參與《美人鱼》的投資和發行，但目前還沒有公開。
本片的第四款海報中有出自毛澤東《滿江紅·和郭沫若同志》中的：「四海翻騰雲水怒，五洲震盪風雷激」，这是继《西遊·降魔篇》之后，再次引用毛泽东的词句。

## 宣传
《美人鱼》的实体广告海报以波涛汹涌的大海作为背景，没有煽动性文案，没有演员阵容，仅有片名和“周星驰”三个大字（白底红字）。
《美人鱼》的宣传喷绘甚至比户外海报更加简单直接，连片名都没有，只留下“周星驰”三个大字。
周星驰及剧组走访超过20个中国大陆城市，举办了21场发布会，参加了54场影城见面会，同影迷见面交流。

## 票房
2016年2月19日，《美人鱼》在北美35间戲院小规模上映，首周末取得101万5000美元票房，每院平均29000美元为中国电影最好成绩。发行方已决定于2月26日增加排片至77间戲院。截止3月，《美人鱼》在美国取得票房$3,232,685美元。目前为2016年非好莱坞电影在美国最佳票房。
2016年2月14日，仅仅在上映的第5天，《美人鱼》的越南票房超过200万美元，成为越南有史以来票房最高的中国电影。而在2016年3月，《美人鱼》的越南票房已超过1000亿越南盾，成为越南有史以来票房最高的非好萊塢电影。
2016年2月18日，《美人鱼》在澳洲18间戲院小规模上映，首周末取得54万澳元票房，每院平均30000澳元，为近十年中国电影最佳首周票房。截止3月29日，《美人鱼》在澳大利亞取得票房$902,192美元，为近十年中国电影最佳票房。
2016年2月19日，《美人鱼》在爱尔兰和英国17間戲院小规模上映，本片亦是第5部在欧洲上映的周星驰电影。截止3月22日，《美人鱼》在英国取得票房$332,397英镑。
《美人鱼》在馬來西亞的首周票房和次周票房都超过了同时上映的香港；而在2016年3月，《美人魚》以705万美元票房正式成為馬來西亞有史以来票房最高的非好萊塢电影。
《美人魚》在香港多家戲院上映收益为5523.62萬港元。本电影是香港地區華語電影票房第八位。
| 上一届： 《功夫熊猫3》 | 2016年中国内地一周票房冠军 第7-9周 | 下一届： 《葉問3》 |

## 電影主題曲
| 曲別   | 歌名             | 作曲   | 作詞   | 演唱           |
| ------ | ---------------- | ------ | ------ | -------------- |
| 宣傳曲 | 《無敵》         | 周星馳 | 周星馳 | 鄧超           |
| 宣傳曲 | 《世間始終你好》 | 顧嘉煇 | 黃霑   | 鄭少秋、莫文蔚 |

## 奬項及提名
| 年度 | 颁奖典礼                     | 奖项              | 姓名                                                           | 结果 |
| ---- | ---------------------------- | ----------------- | -------------------------------------------------------------- | ---- |
| 2016 | 第12中美電影節金天使頒獎典禮 | 十大"金天使獎電影 | 不適用                                                         | 獲獎 |
| 2016 | 第12中美電影節金天使頒獎典禮 | 最佳新晉女演員    | 林允                                                           | 獲獎 |
| 2017 | 第23屆香港電影評論學會大獎   | 最佳電影          | 不適用                                                         | 提名 |
| 2017 | 第23屆香港電影評論學會大獎   | 最佳導演          | 周星馳                                                         | 獲獎 |
| 2017 | 第23屆香港電影評論學會大獎   | 最佳編劇          | 周星馳                                                         | 提名 |
| 2017 | 第23屆香港電影評論學會大獎   | 推薦電影          | 不適用                                                         | 獲獎 |
| 2017 | 第11屆香港電影導演會年度大獎 | 最佳導演          | 周星馳                                                         | 獲獎 |
| 2017 | 第11屆亞洲電影大獎           | 最佳新演員        | 林允                                                           | 提名 |
| 2017 | 微博之星2016                 | 微博給力電影      | 不適用                                                         | 提名 |
| 2017 | 第36屆香港電影金像獎         | 最佳電影          | 不適用                                                         | 提名 |
| 2017 | 第36屆香港電影金像獎         | 最佳導演          | 周星馳                                                         | 提名 |
| 2017 | 第36屆香港電影金像獎         | 最佳編劇          | 周星馳、李思臻、何妙祺、盧正雨、馮志強、陳慶嘉、江玉儀、曾謹昌 | 提名 |
| 2017 | 第36屆香港電影金像獎         | 最佳女配角        | 張雨綺                                                         | 提名 |
| 2017 | 第36屆香港電影金像獎         | 最佳新演員        | 林允                                                           | 提名 |
| 2017 | 第36屆香港電影金像獎         | 最佳美術指導      | 陳錦河                                                         | 提名 |
| 2017 | 第36屆香港電影金像獎         | 最佳視覺效果      | 羅偉豪、李仁浩、姜泰均、伍志釗                                 | 提名 |
| 2017 | 第36屆香港電影金像獎         | 最佳原創電影歌曲  | 《無敵》 作曲、填詞：周星馳 主唱：鄧超                         | 提名 |

## 外部連結
- Box Office Mojo上《美人魚》的資料（英文）
- 互联网电影数据库（IMDb）上《美人鱼》的资料（英文）
- 时光网上《美人鱼》的資料（简体中文）
- 香港影庫上《美人鱼》的資料（繁體中文）
- 開眼電影網上《美人鱼》的資料（繁體中文）
- 豆瓣电影上《美人鱼》的資料 （简体中文）
- 爛番茄上《美人鱼》的資料（英文）
- 《美人魚 （页面存档备份，存于）》在香港雅虎的電影頁面（繁體中文）